# Perityle ajoensis
Perityle ajoensis là một loài thực vật có hoa trong họ Cúc. Loài này được Todsen mô tả khoa học đầu tiên năm 1974.